# 케이티 페리: 파트 오브 미
《케이티 페리: 파트 오브 미》(영어: Katy Perry: Part of Me)는 미국의 가수 케이티 페리의 2012년 3D 자전 다큐멘터리 콘서트 영화이다. 영화는 미국, 캐나다, 영국, 아일랜드 등지에서 2012년 7월 5일 개봉했다.

## 출연
- 케이티 페리
- 글렌 밸러드
- 섀넌 우드워드
- 보니 매키
- 휴 잭맨
- 사나다 히로유키
- 후쿠시마 리라

카메오
- 케샤
- 아델[2]
- 리애나[2]
- 레이디 가가
- 브리트니 스피어스
- 칼리 레이 젭슨
- 리베카 블랙
- 러셀 브랜드 (크레디트 미기재)
- 우피 골드버그 (크레디트 미기재)
- 저스틴 비버 (크레디트 미기재)
- 제시 제이 (크레디트 미기재)
- 벨라 손 (크레디트 미기재)

## 노래 리스트
영화에서 나오는 California Dreams Tour 노래 공연 중의 장면 리스트는 다음과 같다. 영화 배경 음악으로 사용된 두 노래 ("Part of Me", "Wide Awake")는 포함되지 않았다.
- "Teenage Dream"
- "Hot n Cold"
- "Hummingbird Heartbeat"
- "Who Am I Living For?"
- "I Kissed a Girl"
- "E.T."
- "I Wanna Dance with Somebody (Who Loves Me)"
- "Last Friday Night (T.G.I.F.)"
- "Peacock"
- "Not Like the Movies"
- "The One That Got Away"
- "Hey Jude" (performed for MusiCares)
- "Firework" (footage of the PS22 Chorus' performance of the song is also shown)
- "California Gurls"

## 박스 오피스
상업적으로 《케이티 페리: 파트 오브 미》는 기대에 가까운 성적을 냈다. 영화는 오프닝 주에 미국과 캐나다 2,730개 극장에서 7,138,266만 달러를 벌어들여 박스오피스 8위에 올랐다. 《케이티 페리: 파트 오브 미》는 세계적으로 32,726,956만 달러의 수익을 올렸다. 이 영화는 미국에서 《마이클 잭슨의 디스 이즈 잇》, 《저스틴 비버: 네버 세이 네버》, 《한나 몬타나 & 마일리 사이러스: 베스트 오브 보스 월드 콘서트》 등에 이어 역사상 가장 높은 수익을 올린 다큐멘터리 영화 중 일곱 번째 영화이다.

## 수상 및 후보

### 틴 초이스 어워드
| 연도 | 후보 작품                     | 수상 부문                     | 결과 |
| ---- | ----------------------------- | ----------------------------- | ---- |
| 2012 | 《케이티 페리: 파트 오브 미》 | 초이스 섬머 무비: 코미디/뮤직 | 수상 |

## 세계 개봉 일정
- 뉴질랜드: 2012년 7월 2일
- 오스트레일리아: 2012년 7월 2일
- 캐나다: 2012년 7월 5일
- 영국: 2012년 7월 5일
- 아일랜드: 2012년 7월 5일
- 미국: 2012년 7월 5일
- 페루: 2012년 8월 2일
- 브라질 2012년 8월 3일
- 멕시코: 2012년 8월 17일
- 아르헨티나: 2012년 8월 17일
- 칠레: 2012년 8월 17일
- 콜롬비아: 2012년 8월 17일
- 독일: 2012년 8월 23일
- 싱가포르: 2012년 8월 23일
- 필리핀: 2012년 8월 29일
- 말레이시아: 2012년 8월 30일
- 레바논: 2012년 9월 6일
- 남아프리카 공화국: 2012년 9월 7일
- 아랍에미리트: 2012년 9월 7일
  - 출처:[7]